# Pistoolhaven
De Pistoolhaven is een haven in de Rotterdamse Europoort aan het Beerkanaal. De voornaamste gebruiker is het Loodswezen, maar onder meer het Havenbedrijf Rotterdam maakt er ook gebruik van. Hier was of is ook Heliport Maasvlakte gelegen, gebruikt door het Loodswezen.

## Veerdienst
Bij de Pistoolhaven is een aanlegplaats voor de Fast Ferry RET. Deze veerdienst tussen Hoek van Holland en de Maasvlakte wordt geëxploiteerd door het Rotterdamse vervoerbedrijf RET. De verbinding over de Nieuwe Waterweg is bedoeld voor mensen die werkzaam zijn op de Maasvlakte en voor toeristen. Bij de Pistoolhaven en de Landtong van Rozenburg zijn veersteigers, maar deze worden onregelmatig gebruikt.